# 金壁东

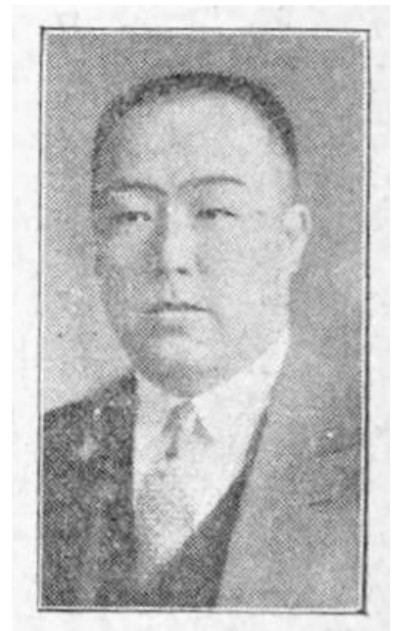
滿映初代理事長金璧東

金璧東（1896年—1941年），本名宪奎，爱新觉罗氏，满洲镶白旗人，肃亲王善耆第七子，川岛芳子七兄。
1914年善耆曾派他驻守辽宁千山东侧，于是便给他另取一名叫“金璧東”。后赴日本留学，日本人则称他为“宪奎王”。满洲国成立后，历任东北电政管理局局长、吉林铁道守道中将司令官、新京特别市市长、龙江省省长、满洲映画协会理事长等职。1941年1月31日在北京去世。